# Forbundet KYSTEN
Forbundet KYSTEN er en norsk forening hvis hovedinteresse er den norske kultur på kysterne. (kystkultur) Den havde i juni 2016 126 lokalafdelinger og 10.000 medlemmer.

## Historie
Foreningen blev grundlagt i 1979, og har til formål at styrke det norske folks identitet som et kystnære folk, herunder:
- Fremme bevarelse og offentlig brug af traditionelle skibe, bygninger, anlæg og kystmiljøet i almindelighed.
- Køreoplysningskampagner for at øge forståelsen for værdien af menneskelige og kulturelle traditioner omkring kysten..
- Fastholdelse og udvikling af traditioner indenfor mad og håndværk.
- Forøgelse af den akademiske standard i vedligeholdelsen og sikkerheden af brugen af fartøjer og udstyr.